# Wang Ping
Wang Ping (nacida el 14 de agosto de 1957) es una profesora, poeta, escritora, fotógrafa y artista de performance y multimedia chino-estadounidense. Sus publicaciones han sido traducidas a múltiples idiomas e incluyen poesía, cuentos, novelas, estudios culturales e historias infantiles. Sus exposiciones multimedia abordan temas globales como la industrialización, el medio ambiente, la interdependencia y las personas.

## Vida y educación
Wang Ping nació en Shanghái y creció en una pequeña isla en el Mar de China Oriental. Después de tres años trabajando en una aldea montañesa durante la Revolución Cultural, y siendo en gran medida autodidacta debido a la escasez de educación formal, asistió a la Universidad de Pekín, donde obtuvo su licenciatura en literatura inglesa. En 1985, dejó China para estudiar en Estados Unidos, donde obtuvo una maestría en literatura inglesa en Long Island University y un doctorado en literatura comparada en la Universidad de Nueva York.
Ha recibido numerosos premios, es profesora de inglés y fundadora del proyecto Kinship of Rivers, que fomenta un sentido de comunidad entre las personas que viven a lo largo de ríos en todo el mundo. El proyecto involucra a las comunidades en la creación y compartición de arte mediante la elaboración de banderas de oración de río que se regalan a otras comunidades.

## Escritura y exposiciones
Sus libros incluyen cuatro colecciones de poesía: My Name Is Immigrant, The Magic Whip, Of Flesh & Spirit y Ten Thousand Waves; el estudio cultural Aching for Beauty: Footbinding in China (Premio Eugene M. Kayden al Mejor Libro en Humanidades); la novela Foreign Devil; dos colecciones de relatos de ficción tituladas American Visa (Premio de la Biblioteca Pública de Nueva York para Adolescentes) y The Last Communist Virgin (Premio del Libro de Minnesota para Novela y Relato Corto y Premio de la Association for Asian American Studies para Poesía/Prosa); un libro infantil de folklore chino, The Dragon Emperor; y un libro de no ficción creativa, Life of Miracles along the Yangtze and Mississippi (Ganador del AWP Award Series para No Ficción Creativa). Además, es la editora y co-traductora de la antología New Generation: Poetry from China Today, co-traductora de Flames de Xue Di y co-traductora de Flash Cards: Poems by Yu Jian.
La exposición "Behind the Gate: After the Flood of the Three Gorges" presenta fotografías, textos relacionados y videos. Su intención es introducir a los visitantes a los beneficios y peligros de la presa de las Tres Gargantas, tales como la producción de energía, el aumento del comercio, el control de inundaciones y la alteración en el drenaje de aguas residuales y sedimentos. También detalla las historias personales de quienes fueron desplazados por el proyecto y los impactos ambientales sobre el ecosistema fluvial, la tierra y las especies animales.
De manera similar, la exposición "All Roads to Lhasa: The Qinghai-Tibet Railroad" también presenta fotografías, textos relacionados y videos. Su propósito es mostrar a los visitantes los beneficios y peligros del ferrocarril, como los impactos económicos, culturales y ecológicos. Además, examina el frágil ecosistema de glaciares y tierras, fuente de muchos de los ríos de Asia, junto con las historias de las personas y animales afectados por el proyecto.
La exposición multimedia "We Are Water: Kinship of Rivers" presenta una variedad de obras de arte, incluyendo sus emblemáticas banderas de oración de río, un mandala de arena tibetano, fotografías, videos, arte visual, escritos, esculturas, canto, baile, gastronomía y más. Representa la culminación de los primeros cinco años del proyecto Kinship of Rivers.
Wang también colaboró con el cineasta británico Isaac Julien en "Ten Thousand Waves", una instalación cinematográfica sobre una tragedia ocurrida el 5 de febrero de 2004, cuando veintitrés trabajadores migrantes chinos se ahogaron en Morecambe Bay, Inglaterra, sorprendidos por una marea entrante.
Los escritos y fotografías de Wang se publican frecuentemente en revistas, antologías y otras publicaciones periódicas alrededor del mundo.

## Carrera académica
Después de obtener su licenciatura en la Universidad de Pekín, Wang impartió clases de inglés allí antes de mudarse a Estados Unidos. Tras trasladarse a Nueva York, pasó gran parte de la década de 1990 como instructora de escritura o poeta en residencia. También enseñó literatura china en los Baruch y York Colleges de la City University of New York (CUNY) mientras cursaba su doctorado. En 1999, Wang consiguió un puesto como profesora en Macalester College en St. Paul, MN, y se le otorgó el título de profesora emérita tras su retiro en 2020.

## Premios
Los libros de Wang han ganado el AWP Award para No Ficción Creativa, el Minnesota Award para Novela y Relato Corto, el Premio de la Association for Asian American Studies para Poesía/Prosa, el Eugene M. Kayden Award de la Universidad de Colorado al Mejor Libro en Humanidades y el Premio de la Biblioteca Pública de Nueva York para Adolescentes.
Ha sido receptora de becas, subvenciones y residencias otorgadas por el National Endowment for the Arts, la New York Foundation for the Arts, el New York State Council for the Arts, el Minnesota State Arts Board, el Loft Literary Center, la McKnight Foundation, la Bush Foundation, la Lannan Foundation y el Vermont Studio Center.
Otros premios incluyen el Premio a la Exalumna Distintiva de LIU, el Premio al Inmigrante Distinto y más.

## Obras
- American Visa, cuentos, Coffee House Press, 1994 (traducido al holandés como Vossengeur, Uitgeverij de Prom, 1997; traducido al japonés como アメリカンビザ, Kadokawa Shoten Publishing, 1994)
- Llamas: poemas de Xue Di, poesía (traducida en colaboración con Keith Waldrop), Paradigm Press, 1995
- El diablo extranjero, novela, Coffee House Press, 1996 (traducida al alemán como Fremder Teufel, Peperkorn, 1997)
- De carne y espíritu, poesía, Coffee House Press, 1998
- Nueva generación: poemas de la China actual, antología de poesía (traducida en colaboración con Ron Padgett, Anne Waldman, Lewis Warsh, Dick Lourie y otros), Hanging Loose Press, 1999
- Anhelando la belleza: el vendaje de pies en China, estudio cultural, University of Minnesota Press, 2000[5] (libro de bolsillo publicado por Random House, 2002)
- El látigo mágico, poesía, Coffee House Press, 2003
- The Last Communist Virgin, relatos breves, Coffee House Press, 2007[6] ("La última virgen comunista", traducido al español por la editorial argentina Selva Canela)
- El emperador dragón: un cuento popular chino, folklore infantil, Millbrook Press, 2008
- Tarjetas didácticas: poemas de Yu Jian, poesía (traducida en colaboración con Ron Padgett), Zephyr Press, 2010
- Diez mil olas, poesía, Wings Press, 2014
- Una vida de milagros a lo largo del Yangtze y el Mississippi, no ficción creativa, University of Georgia Press, 2018
- Mi nombre es inmigrante, poesía, Hanging Loose Press, 2020[7]